# Герб Вапнярки
Герб Вапня́рки — офіційний геральдичний символ смт Вапнярка. Автори герба — С. О. Гевчук (смт Вапнярка) та І. Д. Янушкевич, представник Українського геральдичного товариства (м. Миколаїв).

## Опис
У зеленому полі кадуцей зі срібними крилами, золотим стержнем і такими ж снопами стиглої пшениці, які оточують його, дзеркально нахилені у протилежні сторони і підперезані червоною стрічкою. Над кадуцеєм золоте сяюче шістнадцятипроменеве сонце. У срібній главі стилізований історичний паровоз серії НВ зеленого кольору, з причіпним тендером і чорним вугіллям, чорними колесами, таким же поршневим дишлом і трубою, який рухається по чорних рейках у праву геральдичну сторону. Геральдичний щит прямокутної форми із закругленням унизу має співвідношення сторін 5:6. Щит обрамований декоративним бароковим картушем золотого кольору в національному українському стилі.